# عديد
في الرياضيات، العديد (الجمع: عدائد) (بالإنجليزية: Tuple) هو متتالية منتهية أو قائمة مرتبة من الأعداد أو عمومًا، كائنات رياضية، تسمى عناصر المجموعة. العديد النوني (بالإنجليزية: n-tuple) هي مجموعة من n عنصر، حيث n هو عدد صحيح غير سالب. يوجد عديد صفري واحد فقط، يسمى العديد الخالي. عادةً ما يسمى العديد الواحدي والعديد الثنائي بالمجموعة الأحادية والزوج المرتب على الترتيب. يُستخدم مصطلح "العديد اللانهائي" أحيانًا للإشارة إلى "المتتاليات اللانهائية".
يُعرَّف العديد النوني بأنه صورة لدالة يكون منطلقها أول (n) عدداً من مجموعة الأعداد الطبيعية. يمكن أيضًا تعريف العدائد من أزواج مرتبة من خلال عوديًا يبدأ من أزواج مرتبة؛ في الواقع، يمكن تحديد عديد نوني من خلال الزوج المرتب لعناصره (n − 1) الأولى وعنصره رقم n.
للعدائد أشكال عديدة في علم الحاسوب. تنفذ معظم لغات البرمجة الدالية المصنفة العدائد مباشرةً بصفتها جداء أنواع، وترتبط ارتباطًا وثيقًا بأنواع المعطيات الجبرية ومطابقة الأنماط وإسناد تفكيك البنية. تقدم العديد من لغات البرمجة بديلاً للعدائد، والمعروفة باسم أنواع السجلات، والتي تتميز بعناصر غير مرتبة يمكن الوصول إليها عن طريق اللُّصاقة. تجمع بعض لغات البرمجة بين أنواع جداءات العدائد المرتبة وأنواع السجلات غير المرتبة في لَبِنَة واحدة، كما هو الحال في بنى اللغة سي وسجلات هاسكل (Haskell). قد تحدد قواعد المعطيات العلائقية شكليًا صفوفها (سجلاتها) على أنها عدائد.

## أمثلة
مثال من سكالا لغة البرمجة حيث المقدار مثنى وجزءاه العدد 42 وحرف:
```
val
 
x
 
=
 
(
42
,
 
"a"
)

```